# パウロ・ロベルト・バチネーロ
パウリーニョ・カスカベル（Paulinho Cascavel）ことパウロ・ロベルト・バチネーロ（Paulo Roberto Bacinello、1959年9月29日 - ）は、ブラジル・パラナ州出身の元サッカー選手。ポジションはフォワード。

## 経歴
パラナ州で生まれ、地元カスカヴェルECでキャリアをスタートさせた後にクリシューマEC、ジョインヴィレEC、フルミネンセFCでプレーした。1984年にポルトガルのFCポルトに移籍したが、出場機会に恵まれず翌年ヴィトーリアSCに移籍した。移籍2年目には22得点を記録し得点王を獲得し、チームのリーグ3位に貢献した。
この活躍によりスポルティングCPに移籍すると、移籍初年度に23得点を記録し昨年度に続き得点王を獲得した。その後は得点数が減少していき1991年6月、ジル・ヴィセンテFCで現役引退した。

## タイトル

### クラブ
- カンピオナート・カタリネンセ 1982, 1983
- カンピオナート・ブラジレイロ 1984
- カンピオナート・カリオカ 1984
- スーペル・リーガ 1984-85

### 個人
- スーペル・リーガ得点王 1986-87, 1987-88